# Биљана Чекић
Биљана Чекић (Козарска Дубица, 25. октобар 2007) српска је глумица. Постала је позната по улози Даре Илић у Дари из Јасеновца.

## Биографија
Биљана Чекић живи у селу Срефлије у општини Козарска Дубица, Република Српска, БиХ. Отац јој је Радован Чекић. Њена прабака са очеве стране и још деветоро рођака били су заробљеници логора Јасеновац. Само је њена прабака преживела.

## Дара из Јасеновца
Дара из Јасеновца је ушла у кандидатуру за представника Србије у трци за филмску награду Оскар, као и за награду Златни глобус. Биљана Чекић је кандидована за најбољу женску улогу.

## Филмографија
| Год.   | Назив             | Улога     |
| ------ | ----------------- | --------- |
| 2020-е |                   |           |
| 2020.  | Дара из Јасеновца | Дара Илић |

## Награде и признања
- Орден Карађорђеве звезде другог степена (2024).[5]